# Paul Sabatier (kemist)
Paul Sabatier, född den 5 november 1854 i Carcassonne,  Frankrike, död den 14 augusti 1941 i Toulouse, var en fransk kemist. År 1912 erhöll Sabatier, tillsammans med Victor Grignard, Nobelpriset i kemi för arbete med att förbättra hydrogeneringen av organiska ämnen i närvaro av metaller. Han invaldes 1928 som utländsk ledamot av Kungliga Vetenskapsakademien. Sabatier tilldelades  
Davymedaljen 1915 och Franklinmedaljen 1933.

## Biografi
Sabatier började 1874 studera vid École Normale Supérieure och tre år senare tog han examen med toppbetyg av sin klass. År 1880 tog han sin doktorsexamen vid College de France.
År 1883 efterträdde Sabatier Édouard Filhol vid vetenskapsfakulteten och inledde ett långt samarbete med Jean-Baptiste Senderens, så nära att det var omöjligt att särskilja de båda männens verk. De publicerade gemensamt 34 artiklar i Vetenskapsakademiens rapporter, 11 memoarer i Bulletin of the French Chemical Society och två gemensamma memoarer i Annals of Chemistry and Physics. COx metanationsreaktioner upptäcktes först av Sabatier och Senderens 1902. Sabatier och Senderen delade Vetenskapsakademiens Jeckerpris 1905 för deras upptäckt av Sabatier-Senderens-processen.
Efter 1905–1906 publicerade Senderens och Sabatier få gemensamma verk, kanske på grund av det klassiska problemet med erkännandet av meriter genom bidrag till gemensamt arbete. Sabatier undervisade i naturvetenskap större delen av tiden innan han blev dekanus vid fakulteten för vetenskap vid universitetet i Toulouse 1905.
Paul Sabatier University i Toulouse är uppkallad efter Paul Sabatier. Han var en av grundarna av Annales de la Faculté des Sciences de Toulouse, tillsammans med matematikern Thomas Joannes Stieltjes.

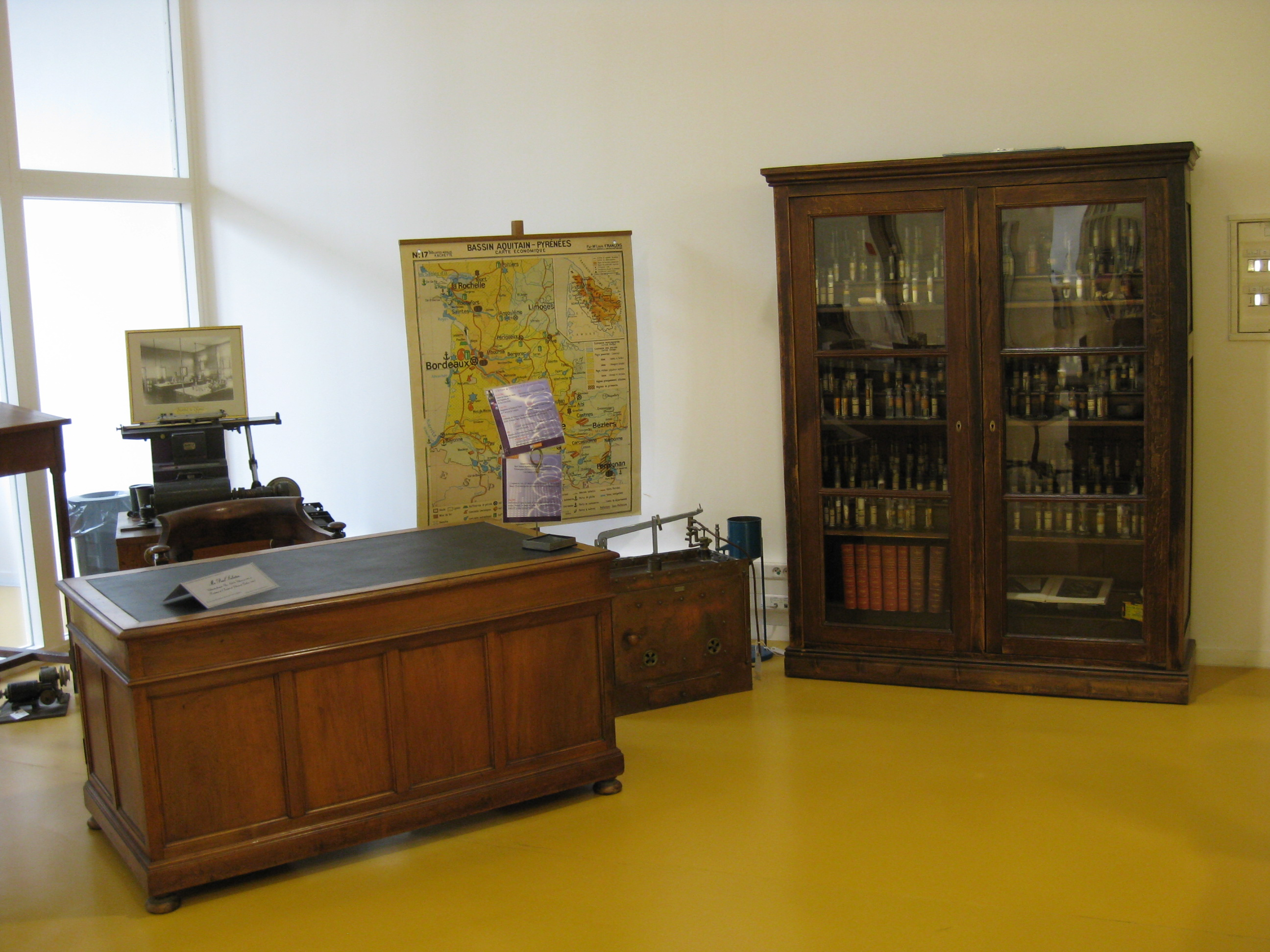
Sabatiers skrivbord och samling av kemikalier vid universitetet i Toulouse

## Vetenskapligt arbete
Sabatiers tidigaste forskning gällde termokemin av svavel och metalliska sulfater, ämnet för avhandlingen som ledde till hans doktorsexamen. I Toulouse fortsatte han sina fysiska och kemiska undersökningar till sulfider, klorider, kromater och kopparföreningar. Han studerade också kväveoxider och nitrosodisulfonsyra och dess salter och genomförde grundforskning om skiljemedelskoefficienter och absorptionsspektra. Sabatiers forskning underlättade kraftigt den industriella användningen av hydrogenering. År 1897, med början i den amerikanska kemisten James Boyces senaste biokemiska arbete, upptäckte han att införandet av en spårmängd nickel som katalysator underlättade tillsats av väte till molekyler av de flesta kolföreningar.
Reduceringen av koldioxid med väte vid hög temperatur och tryck är en annan användning av nickelkatalysator för att producera metan. Detta kallas Sabatierreaktionen och används i den internationella rymdstationen för att producera det nödvändiga vattnet utan att förlita sig på lager från jorden.
{\displaystyle {\begin{matrix}{}\\{\ce {{CO2}+4H2->[400\ ^{\circ }{\ce {C}}][{\ce {pressure}}]{CH4}+2H2O}}\\{}\end{matrix}}}
∆H = −165,0 kJ/mol
( viss initial energi/värme krävs för att starta reaktionen)
Sabatier är mest känd för Sabatierprocessen och hans verk som La Catalyse en Chimie Organique (Katalys i organisk kemi) som publicerades 1913. Han är också känd för Sabatier-principen om katalys.